# Краснодар (Воронежская область)
Краснода́р — хутор в Богучарском районе Воронежской области.
Входит в состав Луговского сельского поселения.

## Население
| 2000 | 2005 | 2010 |
| ---- | ---- | ---- |
| 149  | ↘126 | ↗128 |

## Улицы
На хуторе имеются две улицы: 8 Марта и Заречная.